# Грб Гвама
Грб Гвама је званични хералдички симбол пацифичког острва Гвама. 
Грб се налази на средини заставе Гвама. Има облик камена за лов од племена Чаморо. На њему је представљен Агана залив у којем се налази „проа“ (врста микронезијског чамца) и кокосово дрво, познато и као „дрво живота“. У средини грба је натпис "GUAM".